# Halgafelstindur

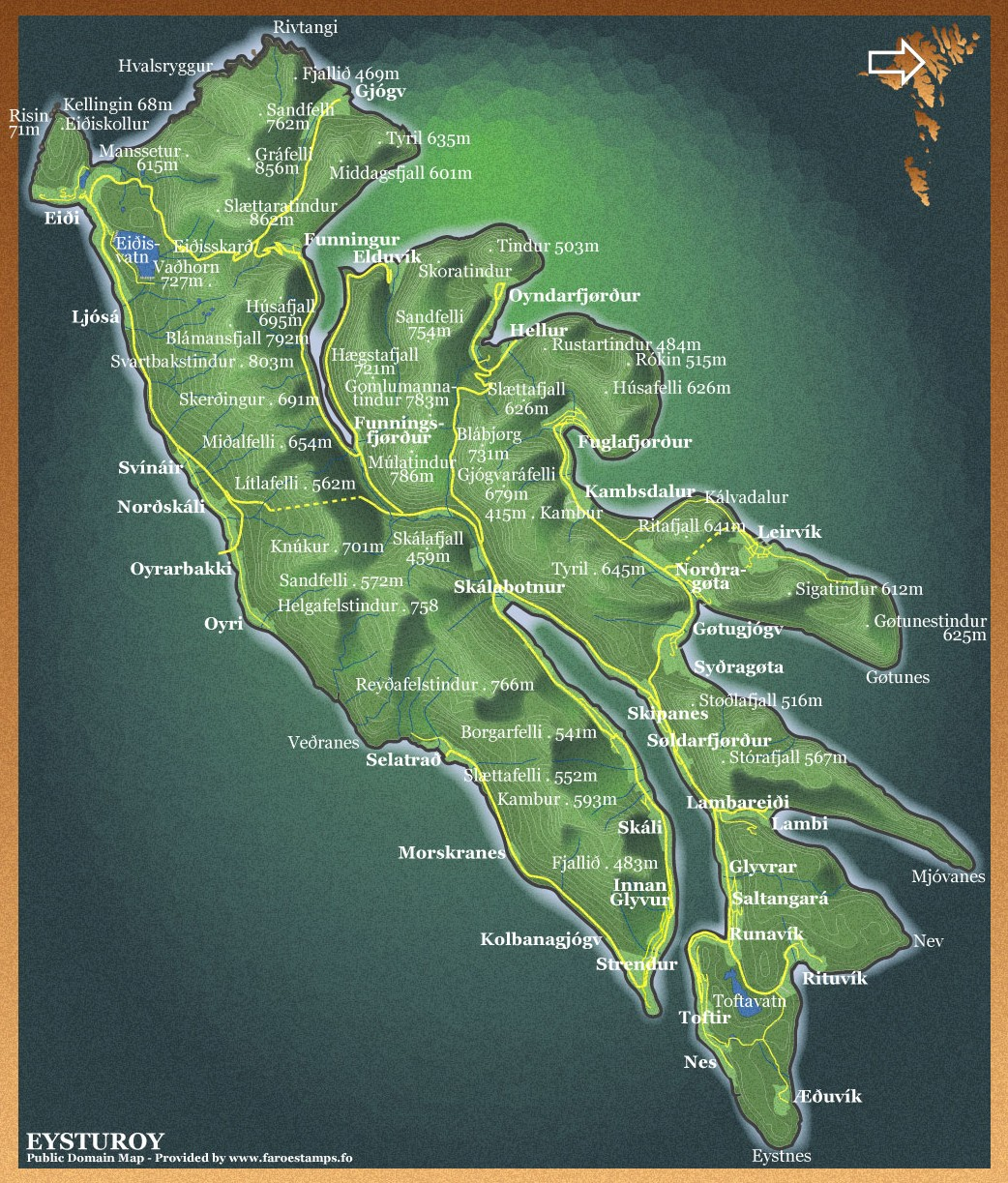
Karta över Eysturoy med Halgafelstindur utmärkt

Halgafelstindur (även Helgafelstindur) är ett berg på ön Eysturoy i den norra delen av ögruppen Färöarna. Bergets högsta topp är 757 meter över havet, vilket gör toppen till den sjunde största på ön. Halgafelstindur ligger längre söderut på ön än de högsta topparna som Svartbakstindur (803 meter) och Färöarnas högsta berg Slættaratindur (882 meter).